# Мейсонтаун (Західна Вірджинія)
Мейсонтаун (англ. Masontown) — місто (англ. town) в США, в окрузі Престон штату Західна Вірджинія. Населення — 510 осіб (2020).

## Географія
Мейсонтаун розташований за координатами 39°33′4″ пн. ш. 79°48′1″ зх. д. / 39.55111° пн. ш. 79.80028° зх. д. (39.551167, -79.800284).  За даними Бюро перепису населення США в 2010 році місто мало площу 0,72 км², уся площа — суходіл.

## Демографія
Згідно з переписом 2010 року, у місті мешкало 546 осіб у 255 домогосподарствах у складі 149 родин. Густота населення становила 758 осіб/км².  Було 311 помешкання (432/км²).
Расовий склад населення:
| - 98,5 % — білих - 0,5 % — вихідців з тихоокеанських островів |

До двох чи більше рас належало 0,9 %. Частка іспаномовних становила 0,4 % від усіх жителів.
За віковим діапазоном населення розподілялося таким чином: 17,6 % — особи молодші 18 років, 63,4 % — особи у віці 18—64 років, 19,0 % — особи у віці 65 років та старші. Медіана віку мешканця становила 42,5 року. На 100 осіб жіночої статі у місті припадало 95,0 чоловіків;  на 100 жінок у віці від 18 років та старших — 90,7 чоловіків також старших 18 років.
Середній дохід на одне домашнє господарство  становив 52 806 доларів США (медіана — 46 488), а середній дохід на одну сім'ю — 57 948 доларів (медіана — 48 438). Медіана доходів становила 45 833 долари для чоловіків та 25 167 доларів для жінок. За межею бідності перебувало 11,1 % осіб, у тому числі 9,9 % дітей у віці до 18 років та 7,7 % осіб у віці 65 років та старших.
Цивільне працевлаштоване населення становило 288 осіб. Основні галузі зайнятості: роздрібна торгівля — 29,2 %, освіта, охорона здоров'я та соціальна допомога — 18,8 %, виробництво — 8,7 %, будівництво — 7,6 %.